# Sarpsborg 08 Fotballforening 2016
Questa voce raccoglie le informazioni riguardanti il Sarpsborg 08 Fotballforening nelle competizioni ufficiali della stagione 2016.

## Stagione
L'11 dicembre 2015 è stato ufficializzato il calendario per il campionato 2016, con il Sarpsborg 08 che avrebbe cominciato la stagione nel fine settimana dell'11-13 marzo 2016, ospitando l'Haugesund. Il 17 gennaio 2016, la squadra ha ufficializzato i numeri di maglia in vista della nuova stagione.
Il 1º aprile è stato sorteggiato il primo turno del Norgesmesterskapet 2016: il Sarpsborg 08 avrebbe così fatto visita all'Ås. Al secondo turno, la squadra è stata sorteggiata contro il Kvik Halden. Dopo aver superato anche questo avversario, il Sarpsborg 08 ha battuto Fredrikstad e Stjørdals-Blink, prima di salutare la competizione ai quarti di finale con l'eliminazione per mano del Bodø/Glimt.
Il Sarpsborg 08 ha chiuso il campionato al 6º posto finale, a quota 45 punti: si è trattato del miglior risultato di sempre della squadra in Eliteserien, superando il precedente record dell'8º posto del campionato 2014, a 40 punti.

## Maglie e sponsor
Lo sponsor tecnico per la stagione 2016 è stato Select, mentre lo sponsor ufficiale è stato Borregaard. La divisa casalinga era composta da una maglietta blu con una striscia verticale bianca sul petto, pantaloncini e calzettoni bianca. Quella da trasferta era invece costituita da una maglia verde, con pantaloncini e calzettoni neri.
| Casa | Trasferta |

## Rosa
| N. |                      | Ruolo | Calciatore              |
| -- | -------------------- | ----- | ----------------------- |
| 1  | Norvegia (bandiera)  | P     | Arild Østbø             |
| 2  | Norvegia (bandiera)  | D     | Brice Wembangomo        |
| 3  | Finlandia (bandiera) | D     | Henri Toivomäki         |
| 4  | Norvegia (bandiera)  | D     | Kjetil Berge            |
| 5  | Danimarca (bandiera) | C     | Matti Lund Nielsen      |
| 6  | Norvegia (bandiera)  | C     | Anders Trondsen         |
| 7  | Norvegia (bandiera)  | A     | Pål Alexander Kirkevold |
| 8  | Nigeria (bandiera)   | A     | Kachi                   |
| 10 | Svezia (bandiera)    | C     | Jonas Lindberg          |
| 11 | Norvegia (bandiera)  | D     | Morten Sundli           |
| 11 | Norvegia (bandiera)  | C     | Kristoffer Tokstad      |
| 13 | Norvegia (bandiera)  | C     | Ole Heieren Hansen      |
| 14 | Norvegia (bandiera)  | C     | Tobias Heintz           |
| 15 | Norvegia (bandiera)  | D     | Sigurd Rosted           |
| 16 | Norvegia (bandiera)  | D     | Joachim Thomassen       |

| N. |                      | Ruolo | Calciatore                 |
| -- | -------------------- | ----- | -------------------------- |
| 17 | Danimarca (bandiera) | C     | Steffen Ernemann           |
| 18 | Norvegia (bandiera)  | C     | Tor Øyvind Hovda           |
| 19 | Islanda (bandiera)   | D     | Kristinn Jónsson           |
| 20 | Norvegia (bandiera)  | D     | Anders Østli               |
| 21 | Norvegia (bandiera)  | P     | Anders Kristiansen         |
| 22 | Norvegia (bandiera)  | C     | Jon-Helge Tveita           |
| 23 | Norvegia (bandiera)  | C     | Kristoffer Normann Hansen  |
| 23 | Norvegia (bandiera)  | D     | Jakob Glesnes              |
| 24 | Norvegia (bandiera)  | C     | Amani Mbedule              |
| 25 | Norvegia (bandiera)  | P     | Daniel Ravneng             |
| 29 | Norvegia (bandiera)  | D     | Alexander Groven           |
| 42 | Norvegia (bandiera)  | C     | Magnus Hart                |
| 43 | Norvegia (bandiera)  | C     | Thomas Herskedal Torgersen |
| 69 | Danimarca (bandiera) | A     | Patrick Mortensen          |
| 85 | Francia (bandiera)   | A     | Alexy Bosetti              |

## Calciomercato

### Sessione invernale(dal 01/01 al 31/03)
| Arrivi           | Arrivi                  | Arrivi          | Arrivi        |
| R.               | Nome                    | da              | Modalità      |
| ---------------- | ----------------------- | --------------- | ------------- |
| P                | Anders Kristiansen      |                 | svincolato    |
| P                | Arild Østbø             |                 | svincolato    |
| D                | Jakob Glesnes           |                 | svincolato    |
| D                | Kristinn Jónsson        | Breiðablik      | definitivo    |
| D                | Anders Østli            |                 | svincolato    |
| D                | Henri Toivomäki         |                 | svincolato    |
| D                | Brice Wembangomo        | Kvik Halden     | fine prestito |
| C                | Tor Øyvind Hovda        | Kalmar          | definitivo    |
| C                | Jonas Lindberg          |                 | svincolato    |
| C                | Matti Lund Nielsen      | Odense          | definitivo    |
| C                | Jon-Helge Tveita        |                 | svincolato    |
| A                | Alexy Bosetti           | Nizza           | prestito      |
| A                | Pål Alexander Kirkevold | Hobro           | prestito      |
| Altre operazioni |                         |                 |               |
| R.               | Nome                    | da              | Modalità      |
| P                | Christian Sukke         | Ullensaker/Kisa | fine prestito |
| C                | Olav Øby                | Follo           | fine prestito |

| Partenze | Partenze            | Partenze        | Partenze      |
| R.       | Nome                | a               | Modalità      |
| -------- | ------------------- | --------------- | ------------- |
| P        | Duwayne Kerr        |                 | svincolato    |
| P        | Christian Sukke     | Moss            | definitivo    |
| D        | Habib Bellaïd       |                 | svincolato    |
| D        | Claes Kronberg      |                 | svincolato    |
| D        | Andreas Nordvik     |                 | svincolato    |
| D        | Martin Thømt Jensen |                 | svincolato    |
| C        | Amin Askar          | Brann           | fine prestito |
| C        | Tom Erik Breive     |                 | svincolato    |
| C        | Simen Brenne        |                 | svincolato    |
| C        | Barry Maguire       |                 | svincolato    |
| C        | Olav Øby            | Strømmen        | prestito      |
| C        | Kamer Qaka          | Kristiansund BK | prestito      |
| C        | Bojan Zajić         |                 | svincolato    |
| A        | Péter Kovács        |                 | svincolato    |
| A        | Martin Wiig         |                 | svincolato    |

### Tra le due sessioni
| Arrivi | Arrivi | Arrivi | Arrivi   |
| R.     | Nome   | da     | Modalità |
| ------ | ------ | ------ | -------- |

| Partenze | Partenze      | Partenze | Partenze      |
| R.       | Nome          | a        | Modalità      |
| -------- | ------------- | -------- | ------------- |
| A        | Alexy Bosetti | Nizza    | fine prestito |

### Sessione estiva(dal 21/07 al 17/08)
| Arrivi | Arrivi                    | Arrivi     | Arrivi     |
| R.     | Nome                      | da         | Modalità   |
| ------ | ------------------------- | ---------- | ---------- |
| D      | Morten Sundli             | Mjøndalen  | definitivo |
| C      | Kristoffer Normann Hansen | Sandefjord | definitivo |

| Partenze | Partenze           | Partenze     | Partenze   |
| R.       | Nome               | a            | Modalità   |
| -------- | ------------------ | ------------ | ---------- |
| D        | Kjetil Berge       | Sandefjord   | definitivo |
| D        | Jakob Glesnes      | Strømsgodset | definitivo |
| D        | Brice Wembangomo   | Fredrikstad  | prestito   |
| C        | Kristoffer Tokstad | Strømsgodset | definitivo |

## Risultati

### Eliteserien

#### Girone di andata
| Arbitro: | Lundby (Bøverbru) |

|  |           |              |
|  | Marcatori | 82’ Karikari |

| Stavanger 20 marzo 2016, ore 18:00 2ª giornata | Viking               | 0 – 0 referto | Sarpsborg 08 | Viking Stadion (8.536 spett.)\| Arbitro: \| Hobber Nilsen (Oslo) \| |
| Arbitro:                                       | Hobber Nilsen (Oslo) |               |              |                                                                     |

| Sarpsborg 3 aprile 2016, ore 18:00 3ª giornata | Sarpsborg 08      | 0 – 0 referto | Sogndal | Sarpsborg Stadion (3.308 spett.)\| Arbitro: \| Edvartsen (Hamar) \| |
| Arbitro:                                       | Edvartsen (Hamar) |               |         |                                                                     |

| Arbitro: | Moen (Haugesund) |

|                                                |           |  |
| Friday 15’, 44’ Kind Mikalsen 23’ Rindarøy 90’ | Marcatori |  |

| Arbitro: | Hafsås (Trondheim) |

|            |           |             |
| Groven 44’ | Marcatori | 46’ Mehmeti |

| Arbitro: | Døvle (Larvik) |

|              |           |                                    |
| Heikkilä 10’ | Marcatori | 3’, 24’, 75’ Tokstad 33’ Mortensen |

| Arbitro: | Johnsen (Tønsberg) |

|                                                     |           |  |
| Kirkevold 1’, 54’ (rig.) Singh 25’ (aut.) Hovda 89’ | Marcatori |  |

| Arbitro: | Steen (Bergen) |

|  |           |                           |
|  | Marcatori | 7’ Thomassen 69’ Ernemann |

| Arbitro: | Hansen (Feda) |

|                                   |           |  |
| Jääger 21’ Brown 52’ Ómarsson 88’ | Marcatori |  |

| Arbitro: | Hagen (Grue) |

|              |           |  |
| Trondsen 45’ | Marcatori |  |

| Arbitro: | Lundby (Bøverbru) |

|                                                |           |  |
| Parr 10’ Valsvik 65’ Storflor 68’ Pedersen 73’ | Marcatori |  |

| Sarpsborg 20 maggio 2016, ore 19:00 12ª giornata | Sarpsborg 08      | 0 – 0 referto | Odd | Sarpsborg Stadion (3.450 spett.)\| Arbitro: \| Edvartsen (Hamar) \| |
| Arbitro:                                         | Edvartsen (Hamar) |               |     |                                                                     |

| Arbitro: | Eskås (Oslo) |

|                 |           |                                |
| Lehne Olsen 39’ | Marcatori | 2’ (rig.), 27’ (rig.) Ernemann |

| Arbitro: | Johnsen (Tønsberg) |

|               |           |  |
| Kirkevold 60’ | Marcatori |  |

| Arbitro: | Skjerven (Kaupanger) |

|                                                            |           |                          |
| Helland 21’, 53’ Gytkjær 50’ (rig.) Jensen 90’ Rashani 90’ | Marcatori | 37’ Kirkevold 48’ Rosted |

#### Girone di ritorno
| Arbitro: | Hobber Nilsen (Oslo) |

|                                    |           |  |
| Lindberg 17’ Lund Nielsen 77’, 80’ | Marcatori |  |

| Arbitro: | Steen (Bergen) |

|  |           |             |
|  | Marcatori | 33’ Tokstad |

| Arbitro: | Kjensli (Oslo) |

|              |           |  |
| Lindberg 78’ | Marcatori |  |

| Arbitro: | Skjerven (Kaupanger) |

|  |           |                              |
|  | Marcatori | 22’ Lindkvist 79’ Abdellaoue |

| Skien 14 agosto 2016, ore 18:00 20ª giornata | Odd               | 0 – 0 referto | Sarpsborg 08 | Skagerak Arena (7.008 spett.)\| Arbitro: \| Lundby (Bøverbru) \| |
| Arbitro:                                     | Lundby (Bøverbru) |               |              |                                                                  |

| Arbitro: | Edvartsen (Hamar) |

|               |           |  |
| Kirkevold 87’ | Marcatori |  |

| Arbitro: | Eskås (Oslo) |

|                  |           |                             |
| Fet 13’ Boli 83’ | Marcatori | 11’ Mortensen 24’ Kirkevold |

| Arbitro: | Hafsås (Trondheim) |

|           |           |                          |
| Heintz 6’ | Marcatori | 33’ Halvorsen 88’ Manzon |

| Arbitro: | Kjensli (Oslo) |

|                                    |           |  |
| Ramsland 15’ Sveen 74’ Koomson 83’ | Marcatori |  |

| Arbitro: | Hobber Nilsen (Oslo) |

|            |           |  |
| Ugwuadu 6’ | Marcatori |  |

| Arbitro: | Eskås (Oslo) |

|                 |           |              |
| Kiss 75’ (rig.) | Marcatori | 64’ Ernemann |

| Arbitro: | Hansen (Feda) |

|                         |           |                             |
| Lindberg 14’ Tveita 67’ | Marcatori | 45’ Reginiussen 81’ Gytkjær |

| Arbitro: | Skjerven (Kaupanger) |

|          |           |                          |
| Njie 42’ | Marcatori | 84’ Sundli 88’ Mortensen |

| Arbitro: | Edvartsen (Hamar) |

|                          |           |                      |
| Mortensen 57’ Rosted 66’ | Marcatori | 31’, 79’ Lehne Olsen |

| Arbitro: | Hafsås (Trondheim) |

|                          |           |               |
| Orlov 18’ Rólantsson 43’ | Marcatori | 90’ Mortensen |

### Norgesmesterskapet
| Arbitro: | Grenå Pettersen |

|  |           |                                                               |
|  | Marcatori | 13’ Bosetti 32’ Ernemann 45’ Tokstad 47’ Heintz 57’ Kirkevold |

| Arbitro: | Moen (Lillestrøm) |

|  |           |                                              |
|  | Marcatori | 42’ Kirkevold 74’ Mortensen 86’ Lund Nielsen |

| Arbitro: | Kjensli (Oslo) |

|           |           |                                                      |
| Tønne 30’ | Marcatori | 44’ Mortensen 60’ Heieren Hansen 72’ (rig.) Ernemann |

| Arbitro: | Døvle (Larvik) |

|                                    |           |  |
| Hovda 12’ Lindberg 74’ Mbedule 79’ | Marcatori |  |

| Arbitro: | Lundby (Bøverbru) |

|                                    |           |  |
| Manzon 5’, 43’ Berg 77’ Osvold 90’ | Marcatori |  |

## Statistiche

### Statistiche di squadra
| Competizione       | Punti | In casa | In casa | In casa | In casa | In casa | In casa | In trasferta | In trasferta | In trasferta | In trasferta | In trasferta | In trasferta | Totale | Totale | Totale | Totale | Totale | Totale | DR |
| Competizione       | Punti | G       | V       | N       | P       | Gf      | Gs      | G            | V            | N            | P            | Gf           | Gs           | G      | V      | N      | P      | Gf     | Gs     | DR |
| ------------------ | ----- | ------- | ------- | ------- | ------- | ------- | ------- | ------------ | ------------ | ------------ | ------------ | ------------ | ------------ | ------ | ------ | ------ | ------ | ------ | ------ | -- |
| Eliteserien        | 0     | 0       | 0       | 0       | 0       | 0       | 0       | 0            | 0            | 0            | 0            | 0            | 0            | 0      | 0      | 0      | 0      | 0      | 0      | 0  |
| Norgesmesterskapet | -     | 0       | 0       | 0       | 0       | 0       | 0       | 0            | 0            | 0            | 0            | 0            | 0            | 0      | 0      | 0      | 0      | 0      | 0      | 0  |
| Totale             | -     | 0       | 0       | 0       | 0       | 0       | 0       | 0            | 0            | 0            | 0            | 0            | 0            | 0      | 0      | 0      | 0      | 0      | 0      | 0  |

### Andamento in campionato
| Giornata  | 1  | 2  | 3  | 4  | 5  | 6  | 7 | 8 | 9 | 10 | 11 | 12 | 13 | 14 | 15 | 16 | 17 | 18 | 19 | 20 | 21 | 22 | 23 | 24 | 25 | 26 | 27 | 28 | 29 | 30 |
| --------- | -- | -- | -- | -- | -- | -- | - | - | - | -- | -- | -- | -- | -- | -- | -- | -- | -- | -- | -- | -- | -- | -- | -- | -- | -- | -- | -- | -- | -- |
| Luogo     | C  | T  | C  | T  | C  | T  | C | T | T | C  | T  | C  | T  | C  | T  | C  | T  | C  | C  | T  | C  | T  | C  | T  | C  | T  | C  | T  | C  | T  |
| Risultato | P  | N  | N  | P  | N  | V  | V | V | P | V  | P  | N  | V  | V  | P  | V  | V  | V  | P  | N  | V  | N  | P  | P  | V  | N  | N  | V  | N  | P  |
| Posizione | 13 | 14 | 13 | 15 | 16 | 11 | 9 | 9 | 9 | 9  | 9  | 9  | 8  | 8  | 8  | 8  | 6  | 5  | 6  | 6  | 5  | 6  | 6  | 7  | 5  | 6  | 6  | 5  | 6  | 6  |

Fonte:  Tippeligaen 2016, su altomfotball.no, Altomfotball.
Legenda:

Luogo: C = Casa; T = Trasferta. Risultato: V = Vittoria; N = Pareggio; P = Sconfitta.

### Statistiche dei giocatori
| Giocatore              | Eliteserien | Eliteserien | Eliteserien | Eliteserien | Norgesmesterskapet | Norgesmesterskapet | Norgesmesterskapet | Norgesmesterskapet | Coppe europee | Coppe europee | Coppe europee | Coppe europee | Altre coppe | Altre coppe | Altre coppe | Altre coppe | Totale   | Totale | Totale      | Totale     |
| Giocatore              | Presenze    | Reti        | Ammonizioni | Espulsioni  | Presenze           | Reti               | Ammonizioni        | Espulsioni         | Presenze      | Reti          | Ammonizioni   | Espulsioni    | Presenze    | Reti        | Ammonizioni | Espulsioni  | Presenze | Reti   | Ammonizioni | Espulsioni |
| ---------------------- | ----------- | ----------- | ----------- | ----------- | ------------------ | ------------------ | ------------------ | ------------------ | ------------- | ------------- | ------------- | ------------- | ----------- | ----------- | ----------- | ----------- | -------- | ------ | ----------- | ---------- |
| K. Berge               | 8           | 0           | 0           | 0           | 0                  | 0                  | 0                  | 0                  |               |               |               |               |             |             |             |             | 8        | 0      | 0           | 0          |
| A. Bosetti             | 2           | 0           | 0           | 0           | 1                  | 1                  | 0                  | 0                  |               |               |               |               |             |             |             |             | 3        | 1      | 0           | 0          |
| S. Ernemann            | 25          | 4           | 2           | 0           | 5                  | 2                  | 0                  | 0                  |               |               |               |               |             |             |             |             | 30       | 6      | 2           | 0          |
| J. Glesnes             | 14          | 0           | 2           | 0           | 2                  | 0                  | 0                  | 0                  |               |               |               |               |             |             |             |             | 16       | 0      | 2           | 0          |
| A. Groven              | 22          | 1           | 4           | 0           | 4                  | 0                  | 0                  | 0                  |               |               |               |               |             |             |             |             | 26       | 1      | 4           | 0          |
| M. Hart                | 1           | 0           | 0           | 0           | 3                  | 0                  | 0                  | 0                  |               |               |               |               |             |             |             |             | 4        | 0      | 0           | 0          |
| O. Heieren Hansen      | 14          | 0           | 3           | 1           | 4                  | 1                  | 0                  | 0                  |               |               |               |               |             |             |             |             | 18       | 1      | 3           | 1          |
| T. Heintz              | 3           | 1           | 0           | 0           | 2                  | 1                  | 0                  | 0                  |               |               |               |               |             |             |             |             | 5        | 2      | 0           | 0          |
| T. Herskedal Torgersen | 0           | 0           | 0           | 0           | 0                  | 0                  | 0                  | 0                  |               |               |               |               |             |             |             |             | 0        | 0      | 0           | 0          |
| T. Hovda               | 17          | 1           | 3           | 0           | 1                  | 1                  | 0                  | 0                  |               |               |               |               |             |             |             |             | 18       | 2      | 3           | 0          |
| K. Jónsson             | 9           | 0           | 0           | 0           | 2                  | 0                  | 0                  | 0                  |               |               |               |               |             |             |             |             | 11       | 0      | 0           | 0          |
| Kachi                  | 7           | 1           | 0           | 0           | 0                  | 0                  | 0                  | 0                  |               |               |               |               |             |             |             |             | 7        | 1      | 0           | 0          |
| P. Kirkevold           | 28          | 6           | 2           | 0           | 5                  | 2                  | 0                  | 0                  |               |               |               |               |             |             |             |             | 33       | 8      | 2           | 0          |
| A. Kristiansen         | 17          | -23         | 0           | 0           | 1                  | -0                 | 0                  | 0                  |               |               |               |               |             |             |             |             | 18       | -23    | 0           | 0          |
| J. Lindberg            | 21          | 3           | 4           | 0           | 2                  | 1                  | 0                  | 0                  |               |               |               |               |             |             |             |             | 23       | 4      | 4           | 0          |
| A. Mbedule             | 5           | 0           | 0           | 0           | 3                  | 1                  | 0                  | 0                  |               |               |               |               |             |             |             |             | 8        | 1      | 0           | 0          |
| M. Moberg              | 0           | 0           | 0           | 0           | 0                  | 0                  | 0                  | 0                  |               |               |               |               |             |             |             |             | 0        | 0      | 0           | 0          |
| P. Mortensen           | 26          | 5           | 0           | 0           | 3                  | 2                  | 0                  | 0                  |               |               |               |               |             |             |             |             | 29       | 7      | 0           | 0          |
| K. Normann Hansen      | 4           | 0           | 0           | 0           | 1                  | 0                  | 0                  | 0                  |               |               |               |               |             |             |             |             | 5        | 0      | 0           | 0          |
| A. Østbø               | 13          | -14         | 1           | 0           | 4                  | -5                 | 0                  | 0                  |               |               |               |               |             |             |             |             | 17       | -19    | 1           | 0          |
| A. Østli               | 15          | 0           | 1           | 0           | 2                  | 0                  | 0                  | 0                  |               |               |               |               |             |             |             |             | 17       | 0      | 1           | 0          |
| K. Qaka                | 0           | 0           | 0           | 0           | 0                  | 0                  | 0                  | 0                  |               |               |               |               |             |             |             |             | 0        | 0      | 0           | 0          |
| D. Ravneng             | 0           | -0          | 0           | 0           | 0                  | -0                 | 0                  | 0                  |               |               |               |               |             |             |             |             | 0        | 0      | 0           | 0          |
| S. Rosted              | 23          | 2           | 1           | 0           | 2                  | 0                  | 0                  | 0                  |               |               |               |               |             |             |             |             | 25       | 2      | 1           | 0          |
| M. Sundli              | 5           | 1           | 0           | 0           | 1                  | 0                  | 0                  | 0                  |               |               |               |               |             |             |             |             | 6        | 1      | 0           | 0          |
| J. Thomassen           | 28          | 1           | 5           | 0           | 1                  | 0                  | 1                  | 0                  |               |               |               |               |             |             |             |             | 29       | 1      | 6           | 0          |
| H. Toivomäki           | 12          | 0           | 2           | 0           | 5                  | 2                  | 0                  | 0                  |               |               |               |               |             |             |             |             | 17       | 2      | 2           | 0          |
| K. Tokstad             | 20          | 4           | 1           | 0           | 3                  | 1                  | 0                  | 0                  |               |               |               |               |             |             |             |             | 23       | 5      | 1           | 0          |
| A. Trondsen            | 22          | 1           | 6           | 0           | 4                  | 0                  | 0                  | 1                  |               |               |               |               |             |             |             |             | 26       | 1      | 6           | 1          |
| J. Tveita              | 29          | 1           | 0           | 0           | 5                  | 0                  | 0                  | 0                  |               |               |               |               |             |             |             |             | 34       | 1      | 0           | 0          |
| B. Wembangomo          | 0           | 0           | 0           | 0           | 0                  | 0                  | 0                  | 0                  |               |               |               |               |             |             |             |             | 0        | 0      | 0           | 0          |